# Museo della Terra Pontina
Il Museo della Terra Pontina è ubicato in piazza del Quadrato a Latina, nello storico edificio del 1932 dell'ex O.N.C. (Opera Nazionale Combattenti, l'Ente che realizzò la maggior parte della bonifica integrale dell'agro pontino) opera dell'architetto Oriolo Frezzotti. Il Museo ripercorre la storia dell'Agro Pontino del XX secolo ed espone circa un migliaio di reperti.

## Il Museo
Il Museo è accreditato dalla Regione Lazio e dal Ministero per i Beni e le Attività Culturali e per il Turismo (MiBACT) e ogni anno ospita mostre (nel 2020 ha ospitato la retrospettiva "Filiberto Sbardella, la terra è di chi la coltiva") ed eventi culturali ed artistici.
È inserito nel Progetto ECOMUSEO dell'Agro Pontino; è suddiviso in 5 sezioni:
- pre-bonifica
- sezione scientifica: la malaria
- trasformazione agraria, appoderamento

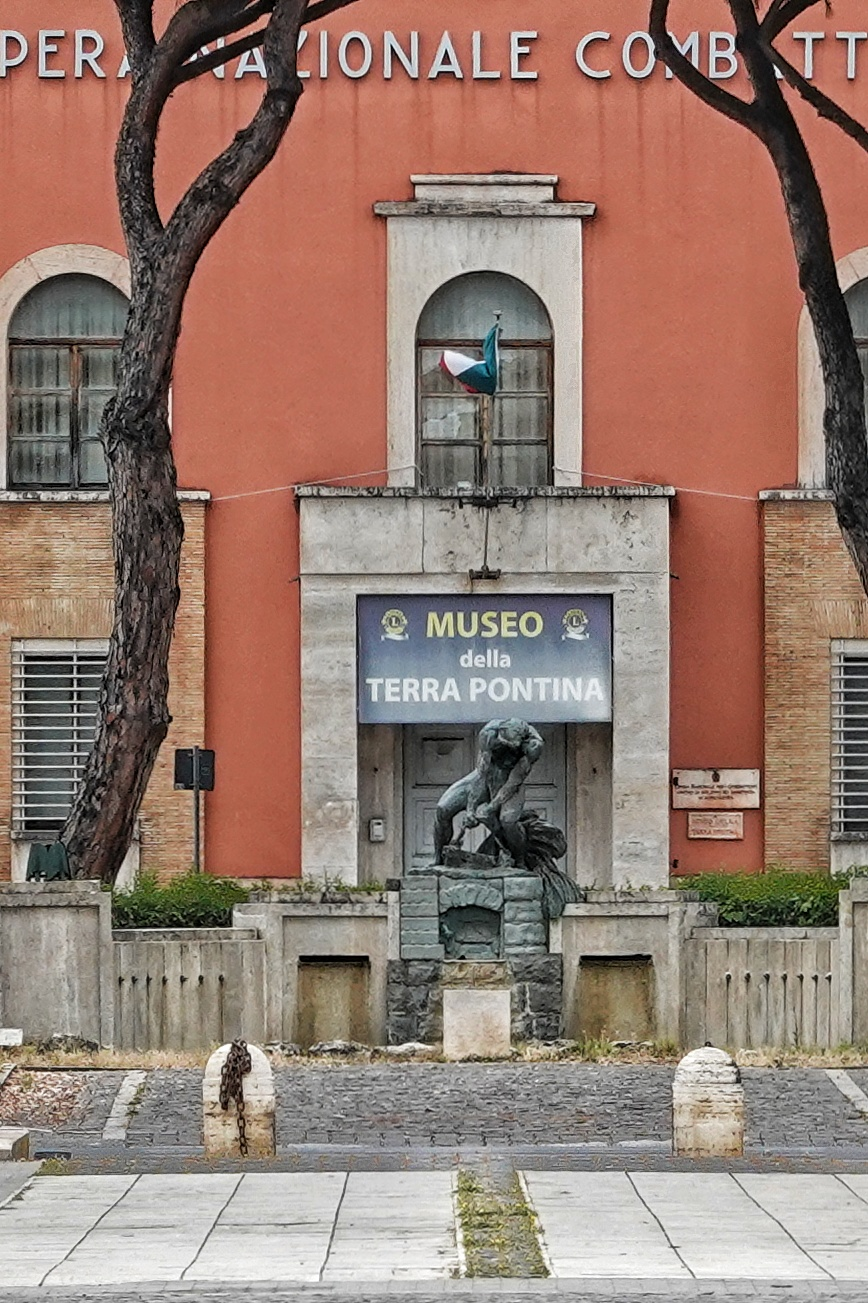
Museo della Terra Pontina

- il quotidiano del pioniere
- sezione artistica